# Poslijepodne jednog fazana (1972.)
Poslijepodne jednog fazana, hrvatski dugometražni film iz 1972. godine.